# Сокольце
Сокольце (словац. Sokolce) — село в окрузі Комарно Нітранського краю Словаччини. Площа села 19,42 км². Станом на 31 грудня 2015 року в селі проживало 1213 жителів.

## Історія
Перші згадки про село датуються 1332 роком.

## Географія
Протікають канал Голяре-Ліпове і Комарнянський канал.

## Населення
| Рік:            | 1994. | 2004.   | 2014.   | 2024.   |
| --------------- | ----- | ------- | ------- | ------- |
| Кількість осіб: | 1261  | 1279    | 1215    | 1194    |
| Різниця:        |       | +1,42 % | -5,00 % | -1,72 % |

| Рік:            | 2023. | 2024.   |
| --------------- | ----- | ------- |
| Кількість осіб: | 1197  | 1194    |
| Різниця:        |       | -0,25 % |